# تمغيلت (تمكرت)
تمغيلت هي إحدى مشيخات المملكة المغربية، تتبع جغرافيا لإقليم الحوز وإداريًا لتمكرت. يقدر عدد سكانها بـ 3516 نسمة حسب الإحصاء الرسمي للسكان والسكنى لسنة 2004.